# 2010년 아시안 게임 시리아 선수단
 시리아는 2010년 11월 12일부터 11월 27일까지 중화인민공화국 광저우에서 열리는 2010년 아시안 게임에 참가하였다.

## 메달 현황
| 종목 | 1 | 2 | 3 | 합계 |
| 복싱 | 1 | 0 | 1 | 2    |
| 합계 | 1 | 0 | 1 | 2    |

## 메달 리스트
| 메달 | 이름          | 종목 | 세부 종목  | 날짜      |
| ---- | ------------- | ---- | ---------- | --------- |
|      | 모하메드 고손 | 복싱 | 남자 -91KG | 11월 26일 |
|      | 살라마나 웨삼 | 복싱 | 남자 -56KG | 11월 26일 |